# Lolita Banana
Lolita Banana, nombre artístico de Esteban Inzúa, es una drag queen mexicana que compitió en la primera temporada de Drag Race Francia y es jueza en Drag Race México. Lolita se rapó la cabeza durante una batalla de lip sync y finalmente se ubicó en el cuarto puesto de la competición.

## Carrera
Inzúa descubrió el drag mientras trabajaba como bailarín en 2018. Ha actuado en le Café de Paris y el B Boat, entre otros lugares.
Inzúa compitió como Lolita Banana en la primera temporada de Drag Race Francia. Fue la primera concursante nacida en México en competir en la franquicia Drag Race. Lolita se rapó la cabeza durante una batalla de lip sync y finalmente se ubicó en el cuarto puesto de la competición.
Lolita Banana ha sido confirmada como jueza permanente en Drag Race México Season 1 junto a Valentina, y acompañada de Taiga Brava en Drag Race México Season 2.
Lolita ha trabajado bajo su nombre real en la saga de videojuegos de origen francés Just Dance desde 2018, teniendo su primera aparición en Just Dance 2019, aunque su aparición más importante fue en Just Dance 2023 Edition donde aparece como Lolita en la canción Sissy That Walk de RuPaul.

## Vida personal
Originario de la Ciudad de México, Inzúa vive en París desde 2022.

## Filmografía
Programas de TV:
- Drag Race Francia (temporada 1)
- Drag Race México

Videojuegos:
- Just Dance 2019
- Just Dance 2021
- Just Dance 2023 Edition
- Just Dance 2025 Edition